# Tomba 3098
Die Tomba 3098 („Grab 3098“) ist ein zum Teil ausgemaltes etruskisches Kammergrab, das im Jahr 1961 entdeckt wurde. Das Grab befindet sich in der Monterozzi-Nekropole bei Tarquinia und datiert um 510 v. Chr.
Die Ausmalung des Grabes ist vielleicht nie fertig gestellt worden. In den Giebelfeldern der Schmalseiten finden sich Bilder von Löwen und einem Panther. Auf der Rückwand findet sich eine Nische mit roter Bemalung als Rahmen. Auf einer Wand findet sich die Umrisszeichnung eines stehenden Mannes.
Das Grab wurde wahrscheinlich von derselben Werkstatt ausgemalt wie die Tomba della Caccia e Pesca und die Tomba del Fiore di Loto.